# Ilia Volok
Ilia Andrejovitsj Volok (Oekraïens: Ілля Андрійович Волох) (Kiev, 22 november 1964) is een in Sovjet-Unie geboren acteur en stemacteur.

## Biografie
Volok studeerde af aan de Moskous Kunsttheater in Moskou, hier volgde hij acteerlessen van de Russische acteur Aleksandr Kalyagin.
Volok begon in 1994 met acteren in de film Hail Caesar, waarna hij nog in meer dan honderd films, televisieseries en videospellen speelde als acteur en stemacteur.

## Trivia
- Volok speelde in de televisieserie Friends (seizoen 6, aflevering 22) een rol als een Russische stomerijmedewerker, waar hij verklaart nooit van de film Air Force One gehoord te hebben. In deze film speelde hij echter de rol van Vladimir Krasin.

## Filmografie

### Films
Selectie:
- 2023 The Palace - als Russische ambassadeur
- 2019 Gemini Man - als Yuri Kovacs
- 2018 Hunter Killer - als Vlade Sutrev
- 2013 G.I. Joe: Retaliation - als Russische leider
- 2011 Mission: Impossible – Ghost Protocol - als The Fog
- 2011 Abduction - als Sweater
- 2011 Water for Elephants - als mr. Jankowski
- 2009 The Soloist - als Harry Barnoff
- 2008 The Curious Case of Benjamin Button - als Russische tolk
- 2008 Indiana Jones and the Kingdom of the Crystal Skull - als Rus in pak
- 2007 Charlie Wilson's War - als Russische helikopterpiloot
- 2001 Swordfish - als crewlid van Gabriel
- 2001 Monkeybone - als Rasputin
- 1997 U Turn - als Sergi
- 1997 Air Force One - als Vladimir Krasin
- 1996 Executive Decision - als Chechen

### Televisieseries
Selectie:
- 2014 The Last Ship - als Dimitri - 3 afl.
- 2014 Scandal - als Dmitri Belenko - 2 afl.
- 2012 Days of our Lives - als Vladmir Nevsky - 2 afl.
- 2008 General Hospital - als Andrei Karpov - 35 afl.
- 2007 The Young and the Restless - als Milan - 4 afl.
- 2003-2005 Alias - als Ushek San'ko - 2 afl.
- 2002 Power Rangers: Wild Force - als Master Org - 40 afl.
- 2002 Six Feet Under - als Yuri - 2 afl.
- 1998 JAG - als majoor Nikolai - 2 afl.

### Computerspellen
Selectie:
- 2021 Battlefield 2042 - als generaal Vonskiy
- 2019 Wolfenstein: Youngblood - als Dimitri Fedorov
- 2014 Wolfenstein: The New Order - als gevangene
- 2013 Payday 2 - als Vlad
- 2011 Battlefield 3 - als Vladimir
- 2010 Command & Conquer 4: Tiberian Twilight - als stem
- 2004 Call of Duty: Finest Hour - als stem
- 2003 Medal of Honor: Allied Assault - Spearhead - als stem

- International Standard Name Identifier: 0000 0001 1907 1798
- Library of Congress Control Number: no2011062640
- Virtual International Authority File: 170210337
- WorldCat: E39PBJh4qTDk3Hv9c3DdxgCbBP